# Yans Carlos Arias
Pour les articles homonymes, voir Arias.
Arias  Pérez est un nom espagnol. Le premier nom de famille, en général paternel, est Arias ; le second, en général maternel, souvent omis, est Pérez.
Yans Carlos Arias Pérez, né le 4 septembre 1985 à Las Tunas, est un coureur cycliste cubain. Il participe à des compétitions sur route et sur piste.

## Palmarès sur route

### Par année
- 2006
  - 4e étape du Tour du Costa Rica
- 2007
  - 7e et 10e étapes du Tour de Cuba
- 2008
  -  Champion de Cuba sur route
- 2009
  - 5e étape du Tour de Cuba
- 2010
  - 9eb étape du Tour de Cuba
  - 3e du championnat de Cuba sur route
- 2016
  - 3e du championnat de Cuba du contre-la-montre
- 2017
  -  Champion de Cuba sur route
  - 2e du championnat de Cuba du contre-la-montre
- 2018
  - 2e du championnat de Cuba du contre-la-montre
  -  Médaillé d'argent du championnat des Caraïbes sur route
  - 3e du championnat de Cuba sur route
- 2019
  -  Champion de Cuba du contre-la-montre

### Classements mondiaux
| Année            | 2005 | 2006 | 2007 | 2008 | 2009 | 2010 | 2011 | 2012 | 2013 | 2014 | 2015 | 2016 | 2017 |
| ---------------- | ---- | ---- | ---- | ---- | ---- | ---- | ---- | ---- | ---- | ---- | ---- | ---- | ---- |
| UCI America Tour | 317e |      | 120e | 74e  | 148e | 151e | 249e | 189e |      |      |      |      | 112e |

## Palmarès sur piste

### Championnats panaméricains
- Mexico-Tlaxcala 2009
  -  Médaillé de bronze de la poursuite par équipes
- Aguascalientes 2010
  -  Médaillé de bronze de la poursuite par équipes
- Medellín 2011
  -  Médaillé de bronze de la course aux points
- Mexico 2013
  -  Médaillé d'argent de la course aux points
  -  Médaillé d'argent de la course scratch
  -  Médaillé de bronze de la course à l'américaine
- Aguascalientes 2018
  - 13e de l'omnium[9]